# Ali Soilih

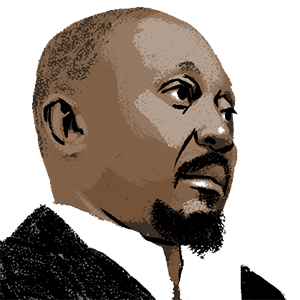
Illustration des Ali Soilih

Ali Soilih (* 7. Januar 1937 in Majunga (heute Mahajanga), Madagaskar; † 29. Mai 1978) war von 1975 bis 1978 Staatschef der Komoren.

## Leben

### Frühe Jahre
Ali Soilih wuchs in Madagaskar auf und wurde dort und in Frankreich ausgebildet. Während der frühen 1960er ging er auf die Komoren und arbeitete dort für landwirtschaftliche Projekte. Er ging zu dieser Zeit in die Politik und wurde ein Anhänger des Maoismus.

### Staatschef
Weniger als einen Monat nachdem die Komoren von Frankreich unabhängig wurden, unternahm Soilih am 3. August 1975 einen Putsch gegen den Präsidenten Ahmed Abdallah. Er und seine kaum bewaffneten Anhänger wurden von Söldnern des Franzosen Bob Denard unterstützt, die Soilih durch Vermittlung von Yves Lebret (Direktor von Air Comores) über einen Waffenhändler namens Georges Starkman in Genf angeheuert hatte. Lebret sah in Soilih einen Mann, der die Unabhängigkeitspolitik Abdallahs schwächen würde, wobei für ihn und andere Franzosen die Aufrechterhaltung der Insel Mayotte als Teil von Frankreich im Vordergrund stand, die mit den Komoren einen gemeinsamen Archipel bildet. Denard brachte rund 300 Gewehre und bildete mit rund 200 Komorern eine Miliz namens Mapinduzi. Nach dem erfolgreichen Putsch wurde Soilih Vorsitzender eines Revolutionskomitees, das die Herrschaft über die Komoren übernahm.
Offiziell wurde er im Januar 1976 Präsident des Revolutionskomitees. Er führte eine sozialistische Wirtschaftsplanung ein, was dazu führte, dass Frankreich seine Hilfe einstellte. Des Weiteren versuchte er die komorische Kultur in eine utopische Gesellschaft zu verwandeln. Eine Agrarreform wurde eingeleitet. Er stärkte die Position junger Menschen, erschwerte das Studium der Geschichte und legalisierte Cannabis. Auswirkungen dieser Politik sind noch heute zu spüren, besonders auf Anjouan.
Der SDECE wollte ihn deshalb wieder durch Ex-Präsident Ahmed Abdallah ersetzen. 
Am 13. Mai 1978 wurde Soilih durch einen Putsch unter dem Namen „Atlantide“ von Denard abgesetzt, der sich ärgerte, entgegen seinem Standpunkt einen Marxisten an die Macht gebracht zu haben und der vermutlich von der SDECE bezahlt wurde. Anschließend wurde Abdallah Präsident und Soilih wurde kurze Zeit später von Anhängern Abdallahs getötet. Angeblich soll er einen Fluchtversuch unternommen haben.
Soilihs älterer Halbbruder Said Mohamed Djohar führte 1989, vielleicht sogar mit der Hilfe Denards, einen Staatsstreich gegen Präsident Abdallah an, bei dem dieser ermordet wurde, und diente bis 1996 als Präsident der Komoren.